# ときわ藍
ときわ 藍（ときわ らん、2001年1月28日 - ）は、日本の漫画家。愛知県出身。血液型はO型。ペンネームは母が付けたもので、「ときわ」はトキワ荘から、「藍」は本名から取ったもの。
SKE48の浅井裕華は実妹、女優（元SKE48→AKB48）の木﨑ゆりあは従姉。

## 来歴
2015年（平成27年）、『アイドル急行』で第77回小学館新人コミック大賞少女・女性部門の大賞を受賞、2016年『ちゃお』同年4月号にて掲載された同作品でデビュー。2019年、『ちゃお』同年9月号より『夜からはじまる私たち～ナイトスクールダンサー～』で初連載。2020年、『ちゃお』同年1月号より『映画 ドラえもん のび太の新恐竜〜ふたごのキューとミュー〜』（原作：藤子・F・不二雄・藤子プロ、脚本：川村元気、協力：むぎわらしんたろう）を連載。「ドラえもん」シリーズ初となる少女マンガ誌でのコミカライズを担当する 。
デビュー当時は中学3年生で、中学卒業後は定時制高校に通学しながら執筆していた。2020年3月、同校卒業後は執筆に専念している。

## 作品リスト

### 連載
- 夜からはじまる私たち〜ナイトスクールダンサー〜（『ちゃお』2019年9月号[9] - 12月号、完結）
- 映画ドラえもん　のび太の新恐竜〜ふたごのキューとミュー〜（原作:藤子・F・不二雄・藤子プロ、脚本: 川村元気、協力:むぎわらしんたろう、『ちゃお』2020年1月号[10] - 4月号、完結）
- カラフル！（『ちゃお』2021年7月号[13] - 11月号、2022年2月号 - 8月号[14]）
- はじまりの入道雲（『ちゃおコミ』[15]2021年9月22日 - 連載中）
- シャッター音は恋のオト（『ちゃおデラックス』2022年11月号[16] - 2023年3月号[17]）
- 好きです、夢追う夢くん（『ちゃおプラス』2024年6月26日-連載中）

### 読み切り
- アイドル急行（『ちゃお』2016年4月号）[4] - ちゃおコミックス『夜からはじまる私たち〜ナイトスクールダンサー〜』収録
- こんどは私の番です（『ちゃおデラックス』2016年9月号）[4]
- 私の声、君の声（『ちゃおデラックス』2017年1月号）
- ホントの私のホントのところ（『ちゃおデラックス』2017年3月号）
- あしたの居場所（『ちゃおデラックス』2017年7月号） - ちゃおコミックス『問題提起シリーズ ともだち』収録
- もしも病院（『ちゃおデラックスホラー』2017年9月号増刊）[18]
- きみがエンジェル☆（『ちゃおデラックス』2017年11月号）
- アイドル急行〜ほんとうのセンター〜（『ちゃおデラックス』2018年1月号）
- ほんとのともだち（『ちゃおデラックス』2018年3月号）
- 目玉（『ちゃおデラックスホラー』2018年9月号増刊) - ちゃおコミックス『最凶学園』収録
- オタク探偵鏡峰人見（『ちゃおデラックス』2019年1月号)
- 内側のわたし〜マスクをしている私達〜（『ちゃおデラックス』2019年5月号)
- サイボーグ彼女（『&FLOWER』2019年11号） - 電子雑誌
- ショートとロングのわたしたち（『ちゃおデラックス』2019年5月号)
- 逆転ドリーマー!!（『ちゃお』2019年6月号）
- となりの太陽（『ちゃおデラックス』2020年7月号）- ちゃおコミックス『シャッター音は恋のオト』収録[19]
- キミがくれたプレゼント（『ちゃおデラックス』2020年9月号）
- さよならウソツキ（『ちゃお』2020年10月号）- ちゃおコミックス『シャッター音は恋のオト』収録[19]
- 未来のカケラ（『ちゃおデラックス』2021年3月号)
- 王子は舞台に恋をする - 七海ひろきの自伝的漫画[20]
  - 〜七海ひろき物語〜（おはなし：小出真未、『ちゃお』2023年8月号[20]）
  - 〜夢のその先へ〜（おはなし：小出真未、『ちゃおデラックス』2023年11月号[21]）
  - 番外編〜七海さんの二つの顔〜（『ちゃおコミ』2023年10月25日[22]）
- 光彩リフレクション（『ちゃおデラックス』2024年7月号[23]）

### 書籍
※特記事項がない限りちゃおコミックス（小学館）。
- 『問題提起シリーズ ともだち』（共著、2018年10月31日発売）
- 『最凶学園』（共著、2018年12月26日発売）
- 『夜からはじまる私たち』（2019年12月26日発売[24]、全1巻） - 初の単行本[24]
- 『映画ドラえもん のび太の新恐竜〜ふたごのキューとミュー〜』（原作:藤子・F・不二雄・藤子プロ、脚本: 川村元気、協力:むぎわらしんたろう、2020年3月4日発売[25]、全1巻）
- 『夢のポッケ－14歳で夢をかなえてまんが家になった私－』（2020年3月4日発売[26]、全1巻） - フォト＆イラストエッセイ
- 『カラフル!』（全3巻[27]）
- 『シャッター音は恋のオト』（2023年3月24日発売[28]、全1巻）